# One Cold Night
One Cold Night – piąty album zespołu Seether, wydany 16 lipca 2006 roku. Album jest zapisem koncertu jaki dał zespół 22 lutego 2006 roku w Grape Street Club, w Filadelfii.
Piosenka "Immortality" jest coverem utworu zespołu Pearl Jam.

## Lista utworów
1. Gasoline
2. Driven Under
3. Diseased
4. Truth
5. Immortality
6. Tied My Hands
7. Sympathetic
8. Fine Again
9. Broken
10. The Gift
11. Remedy
12. Plastic Man
13. The Gift (Bonus Track: Alternate Mix)